# Tracker UDP
El protocolo UDP tracker es un protocolo de alto rendimiento de bajo costo operativo para un tracker. Usa el protocolo UDP para la transmisión de información en vez del protocolo HTTP (sobre TCP) que normalmente usan los trackers. La información esta en un formato binario personalizado en vez de usar el algoritmo Bencode estándar que BitTorrent usa en la mayoría de sus comunicaciones.
Las URLs para este protocolo tienen el siguiente formato udp://tracker Archivado el 12 de agosto de 2013 en Wayback Machine.:port. El protocolo solo es soportado por algunos clientes BitTorrent.

## Comparación con el tracker HTTP
El tracker UDP está más optimizado y pone menos esfuerzo en el servidor tracker, pero solo es soportado por unos pocos clientes BitTorrent. Por otra parte el tracker HTTP es soportado por todos los clientes BitTorrent y es más confiable para cambios del ratio. Ningún tracker tiene algún efecto sobre la velocidad de transferencia.

## Clientes que implementan el protocolo
- BitComet
- BitLord
- BitSpirit
- Deluge
- FlashGet
- KTorrent
- Libtorrent (Rasterbar)
- rtorrent (implementing Libtorrent (Rakshasa))
- µTorrent[1]
- Vuze
- MLDonkey
- Transmission

## Críticas
- Soporte IPv6 limitado (el protocolo especifica un entero de 32-bit para la dirección IP y soporta pseudo-headers de UDP para direcciones IPv6 de 128-bits de longitud).
- No existe un mecanismo para indexar los sitios para raspar un tracker entero
  - Esto puede ser soportado por mecanismos TCP tradicionales de raspado, porque no crea un problema de rendimiento.
- No existe un mecanismo para que los trackers puedan forzar las restricciones de los clientes.
- El protocolo UDP tracker no tiene campo para representar el agente de usuario, mientras que el protocolo HTTP si tiene. Sin embargo, la convención de codificar el agente de usuario y la versión dentro del campo peer_id todavía aplica.
- No existe un mecanismo para que los trackers envíen mensajes de alerta.
- No hay compresión, especialmente problemático para grandes respuestas.